# Širibecu
Širibecu je v současnosti neaktivní stratovulkán, nacházející se na ostrově Hokkaidó, jihovýchodně od stratovulkánu Jótei. Vrchol sopky je tvořen 1,5 km širokým kráterem s porušenou stěnou na severní straně. Bližší údaje o poslední erupci nejsou známy, ale její věk je odhadován na holocén.